# Aşk-ı Kıyamet
Aşk-ı Kıyamet è il secondo singolo di Emre Altuğ a essere estratto nel 2004 dall'album Dudak Dudağa.